# 苇蛇属
苇蛇属（学名：Dryocalamus）为游蛇科的一个属。

## 下属物种
本属包括以下物种：
- Dryocalamus chithrasekarai Wickramasinghe, Vidanapathirana, Pushpamal & Wickramasinghe, 2020[2]